# Молдова на Чемпіонаті світу з легкої атлетики 2017
Молдова на Чемпіонаті світу з легкої атлетики 2017, що проходив з 4 по 13 серпня 2017 року в Лондоні (Велика Британія) була представлена 5 спортсменами.

## Результати

### Чоловіки
Технічні дисципліни
| Спортсмен       | Дисципліна     | Кваліфікація | Кваліфікація | Фінал     | Фінал |
| Спортсмен       | Дисципліна     | Результат    | Місце        | Результат | Місце |
| --------------- | -------------- | ------------ | ------------ | --------- | ----- |
| Андріан Мардаре | Метання списа  |              |              |           |       |
| Сергій Маргієв  | Метання молота |              |              |           |       |

### Жінки
Технічні дисципліни
| Спортсмен         | Дисципліна     | Кваліфікація | Кваліфікація | Фінал            | Фінал            |
| Спортсмен         | Дисципліна     | Результат    | Місце        | Результат        | Місце            |
| ----------------- | -------------- | ------------ | ------------ | ---------------- | ---------------- |
| Дімітріана Сурду  | Штовхання ядра | 17.37        | 19           | Завершила виступ | Завершила виступ |
| Марина Нічішенко  | Метання молота | 64.63        | 27           | Завершила виступ | Завершила виступ |
| Заліна Петрівська | Метання молота | 67.05        | 19           | Завершила виступ | Завершила виступ |